# Sonata fortepianowa nr 32 Beethovena

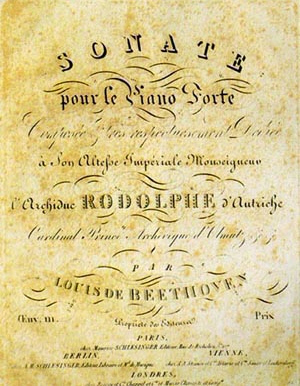
Strona tytułowa pierwszego wydania Sonaty op. 111 (Schlesinger, 1823)

Sonata fortepianowa c-moll nr 32 op. 111 Ludwiga van Beethovena jest ostatnim utworem tego gatunku w dorobku kompozytora. Napisana została w latach 1821–22, dedykowana arcyksięciu Rudolfowi Johannowi Habsburgowi i wydana po raz pierwszy w r. 1823.
Utwór jest jednym z najbardziej znanych dzieł ostatniego okresu twórczości Beethovena. Podobnie jak pozostałe ostatnie jego sonaty, zawiera elementy polifoniczne i jest bardzo wymagająca technicznie. Pianista Robert Taub nazwał Sonatę op. 111 "dziełem o niezrównanym dramatyzmie i transcendencji (...) triumfem porządku ponad chaosem, optymizmu ponad cierpieniem."
Wykonanie utworu zajmuje około 29 minut.

## Budowa
Utwór składa się z dwóch, bardzo kontrastujących ze sobą części:
1. Maestoso – Allegro con brio ed appassionato
2. Arietta: Adagio molto, semplice e cantabile

Część I, jak wiele innych utworów Beethovena napisanych w tonacji c-moll, jest burzliwa i dramatyczna. Pełna jest akordów septymowych zmniejszonych, jak choćby we wstępie:
|  |
|  |

Niespotykanej wręcz długości (prawie 20 minut) część druga, utrzymana w tonacji C-dur, to wariacje na 16-taktowy temat, z krótkim modulującym interludium i finałową kodą. Trzecia wariacja bywa niekiedy postrzegana jako osobliwa zapowiedź XX-wiecznego boogie-woogie.
Początek II części Sonaty: